# 在细雨中呼喊
《在细雨中呼喊》（又名《呼喊與細雨》）是余华的第一篇长篇小说，主要讲述主角小時候在农村生活的片段。
余华也凭这本书得到了美国巴恩斯－诺贝尔新发现图书奖和法國藝術及文學勳章。

## 情节
本书的主人公（孙光林）“我”出生于一个农忙时节，在六岁的时候，就有了看到死人的阴暗回忆。那年一个高大的军人王立强带“我”离开了故乡南门，来到了孙荡镇，这个男人给了“我”父亲的感觉。在那里“我”和徐国庆、刘小青成为了好友，而国庆后来被父亲抛弃。王立强和一个女人偷情，被一位同事的妻子突袭，他为了报复杀死了举报者的孩子，自己也自杀身亡。
11岁的我独自走回南门，路上和祖父孙有元相遇。孙有元以前是造桥的能手，他和“我”父亲孙广才一直不对付，对“我”也没有疼惜和怜悯，和我们共同生活了一年后死去。
不久村里来了一个苏姓家庭，男主人是一个医生。村里有一个寡妇，孙广才、苏医生都被她勾引。“我”的弟弟孙光明因救助一个溺水者而死。苏家两兄弟苏杭、苏宇成了“我”的玩伴，“我”从他俩那里得到了最早的生理知识。“我”一直以美丽的曹丽为性幻想对象，而她后来被音乐老师诱奸。苏宇后来因猥亵女人被判劳教，回来后死于脑血管破裂。
高中毕业后，“我”考上大学，离开了故乡南门。

## 主题
《在细语中呼喊》是一部成长小说，表现中国1960年代生人在成长中的孤独和迷惘，并在打乱的时间线中，插入其父辈和祖辈的命运，反映了更广阔的历史。作为余华的首部长篇，温情和悲悯取代了过去那种暴力性的先锋叙事，是作者向传统回归的一次较早的尝试。书中反映爱的缺失、伦理的沦丧、道德破产，导致了中国乡村社会的集体性疯狂，而“我”这样的普通人成为了这种失序的承受者。
“1965年的时候，一个孩子开始了对黑夜不可名状的恐惧。我回想起那个细雨飘扬的夜晚……一个女人哭泣般的呼喊声从远从传来，嘶哑的声音在当初寂静无比的黑夜里突然响起，使我此刻回想中的童年颤抖不已。”小说开篇，余华以一种隐喻的手法将恐惧与颤栗植入了主人公幼小的心灵。孙光林在整个童年中都缺乏温暖和安全感。人性、人道、人类基本尊严的缺失，形成了他苦难的源头。